# Sybille Bammer
Sybille Bammer, née le 27 avril 1980 à Linz en Autriche, est une joueuse de tennis autrichienne, professionnelle depuis 1997.
Modestement classée pendant ses premières années au-delà de la 200e place mondiale, elle interrompt la compétition en 2001 pour donner naissance à sa fille Tina. De retour sur le circuit dès janvier 2002, elle connaît une progression régulière : elle intègre ainsi le top 100 en août 2005 et le top 50 en mai 2006.
En 2007, elle réalise la meilleure saison de sa carrière (19e à l'issue de l'année). En février, elle remporte à Pattaya son premier tournoi WTA en simple et, en Grand Chelem, se qualifie pour les huitièmes de finale à Roland-Garros et à l'US Open.
L'année suivante, elle obtient son meilleur résultat en Grand Chelem avec un quart de finale à l'US Open.
Lors du tournoi de Prague, en juillet 2009, elle remporte son deuxième titre en battant en finale la favorite Francesca Schiavone.
Le 14 juillet 2011, après une défaite au deuxième tour du Tournoi de Bad Gastein face à sa compatriote Yvonne Meusburger, elle met un terme à sa carrière.
Elle est invaincue face à Serena Williams, qu'elle a battue deux fois, à Hobart en 2007 et Cincinnati en 2009.

## Palmarès

### Titres en simple dames
| No | Date       | Nom et lieu du tournoi | Catégorie | Dotation  | Surface      | Finaliste           | Score         |          |
| -- | ---------- | ---------------------- | --------- | --------- | ------------ | ------------------- | ------------- | -------- |
| 1  | 05/02/2007 | Pattaya Open, Pattaya  | Tier IV   | 170 000 $ | Dur (ext.)   | Gisela Dulko        | 7-5, 3-6, 7-5 | Parcours |
| 2  | 13/07/2009 | ECM Open, Prague       | Intern'l  | 220 000 $ | Terre (ext.) | Francesca Schiavone | 7-64, 6-2     | Parcours |

### Finale en simple dames
Aucune

## Parcours en Grand Chelem

### En simple dames
| Année | Open d'Australie | Open d'Australie | Internationaux de France | Internationaux de France | Wimbledon       | Wimbledon        | US Open         | US Open          |
| ----- | ---------------- | ---------------- | ------------------------ | ------------------------ | --------------- | ---------------- | --------------- | ---------------- |
| 2005  | -                | -                | -                        | -                        | -               | -                | 1er tour (1/64) | Martina Suchá    |
| 2006  | 3e tour (1/16)   | Samantha Stosur  | 1er tour (1/64)          | Venus Williams           | 3e tour (1/16)  | Shenay Perry     | 2e tour (1/32)  | Mara Santangelo  |
| 2007  | 1er tour (1/64)  | Anna Chakvetadze | 4e tour (1/8)            | Justine Henin            | 2e tour (1/32)  | Laura Granville  | 4e tour (1/8)   | Jelena Janković  |
| 2008  | 2e tour (1/32)   | Hsieh Su-Wei     | 1er tour (1/64)          | Aleksandra Wozniak       | 2e tour (1/32)  | Peng Shuai       | 1/4 de finale   | Jelena Janković  |
| 2009  | 1er tour (1/64)  | Lucie Šafářová   | 2e tour (1/32)           | Melinda Czink            | 1er tour (1/64) | Melanie Oudin    | 1er tour (1/64) | M. J. Martínez   |
| 2010  | 2e tour (1/32)   | Venus Williams   | 2e tour (1/32)           | Yanina Wickmayer         | 1er tour (1/64) | Roberta Vinci    | 2e tour (1/32)  | Elena Dementieva |
| 2011  | 1er tour (1/64)  | Vera Zvonareva   | 1er tour (1/64)          | Mona Barthel             | 1er tour (1/64) | Monica Niculescu | -               | -                |

À droite du résultat, l’ultime adversaire.

### En double dames
| Année | Open d'Australie              | Open d'Australie           | Internationaux de France      | Internationaux de France    | Wimbledon                     | Wimbledon                   | US Open                       | US Open                  |
| ----- | ----------------------------- | -------------------------- | ----------------------------- | --------------------------- | ----------------------------- | --------------------------- | ----------------------------- | ------------------------ |
| 2006  | 1er tour (1/32) S. Arvidsson  | L. Domínguez M. A. Sánchez | 2e tour (1/16) Julia Schruff  | E. Daniilídou Anabel Medina | 1er tour (1/32) Julia Schruff | E. Dementieva F. Pennetta   | 1er tour (1/32) Julia Schruff | S. Cohen M. J. Martínez  |
| 2007  | 1er tour (1/32) Eva Birnerová | T. Pironkova Martina Suchá | 1er tour (1/32) Julia Schruff | J. Husárová Shaughnessy     | 1er tour (1/32) Tamira Paszek | E. Dementieva F. Pennetta   | 1er tour (1/32) Tamira Paszek | D. Hantuchová M. Hingis  |
| 2008  | 1er tour (1/32) Tamira Paszek | V. Azarenka Shahar Peer    | 1er tour (1/32) S. Lisicki    | L. Hradecká R. Voráčová     | 1er tour (1/32) M. Müller     | Květa Peschke Rennae Stubbs | 1er tour (1/32) M. Müller     | Domachowska C. Wozniacki |
| 2009  | -                             | -                          | 1er tour (1/32) J. Husárová   | I. Benešová B. Z. Strýcová  | 1er tour (1/32) Alexa Glatch  | I. Benešová B. Z. Strýcová  | 1er tour (1/32) Julia Schruff | S. Cîrstea C. Wozniacki  |
| 2010  | -                             | -                          | 1er tour (1/32) K. Barrois    | A. Hlaváčková L. Hradecká   | -                             | -                           | -                             | -                        |
| 2011  | 1er tour (1/32) A. Sevastova  | A. Hlaváčková L. Hradecká  | -                             | -                           | -                             | -                           | -                             | -                        |

Sous le résultat, la partenaire ; à droite, l’ultime équipe adverse.

### En double mixte
| Année | Open d'Australie              | Open d'Australie           | Internationaux de France   | Internationaux de France | Wimbledon                   | Wimbledon                    | US Open                      | US Open                   |
| ----- | ----------------------------- | -------------------------- | -------------------------- | ------------------------ | --------------------------- | ---------------------------- | ---------------------------- | ------------------------- |
| 2007  | -                             | -                          | 2e tour (1/8) M. Matkowski | Shaughnessy Leander Paes | 2e tour (1/16) Łukasz Kubot | N. Dechy Andy Ram            | 1er tour (1/16) F. Čermák    | Chuang C.J. J. Erlich     |
| 2008  | 1er tour (1/16) Oliver Marach | Lisa Raymond Simon Aspelin | -                          | -                        | -                           | -                            | -                            | -                         |
| 2009  | -                             | -                          | 1/4 de finale Łukasz Kubot | Vania King Marcelo Melo  | 2e tour (1/16) J. Cerretani | A.-L. Grönefeld Mark Knowles | 1er tour (1/16) Łukasz Kubot | Lisa Raymond M. Matkowski |

Sous le résultat, le partenaire ; à droite, l’ultime équipe adverse.

## Parcours en «Premier Mandatory» et «Premier 5»
Découlant d'une réforme du circuit WTA inaugurée en 2009, les tournois WTA « Premier Mandatory » et « Premier 5 » constituent les catégories d'épreuves les plus prestigieuses, après les quatre levées du Grand Chelem.

### En simple dames
| Année |              | Premier Mandatory          | Premier Mandatory             | Premier Mandatory           | Premier Mandatory                 |       | Premier 5 | Premier 5                    | Premier 5                | Premier 5                   | Premier 5                   | Premier 5 | Premier 5                   |
| Année | Indian Wells | Miami                      | Madrid                        | Pékin                       |                                   | Dubaï | Rome      | Canada                       | Cincinnati               |                             | Tokyo                       |           |                             |
| Année | Indian Wells | Miami                      | Madrid                        | Pékin                       |                                   | Doha  | Rome      | Canada                       | Cincinnati               |                             | Wuhan                       |           |                             |
| Année | Indian Wells | Miami                      | Madrid                        | Pékin                       |                                   |       | Rome      | Canada                       | Cincinnati               |                             |                             |           |                             |
| 2009  |              | 1/4 de finale A. Ivanović  | 2e tour (1/32) S. Stosur      | 1er tour (1/32) P. Kvitová  | 1er tour (1/32) A. Pavlyuchenkova |       |           | 2e tour (1/16) E. Dementieva | 2e tour (1/16) K. Kanepi | 2e tour (1/16) M. Sharapova | 1/4 de finale J. Janković   |           | 1er tour (1/32) A. Petkovic |
| 2010  |              | 2e tour (1/32) V. Azarenka | 1er tour (1/64) P. Parmentier | 2e tour (1/16) F. Schiavone |                                   |       |           | 1er tour (1/32) A. Rezaï     |                          | 2e tour (1/16) K. Kanepi    | 2e tour (1/16) C. Wozniacki |           |                             |
| 2011  |              | 2e tour (1/32) J. Görges   | 1er tour (1/64) E. Baltacha   |                             |                                   |       |           |                              |                          |                             |                             |           |                             |

Sous le résultat, l’ultime adversaire.

## Parcours aux Jeux olympiques

### En simple dames
| # | Date       | Nom de l'olympiade  | Surface    | Résultat      | Ultime adversaire | Score         |          |
| - | ---------- | ------------------- | ---------- | ------------- | ----------------- | ------------- | -------- |
| 1 | 11/08/2008 | Olympic Games Pékin | Dur (ext.) | 1/4 de finale | Vera Zvonareva    | 6-3, 3-6, 6-3 | Parcours |

## Parcours en Fed Cup
| #                                                                  | Date       | Lieu         | Surface      | Gagnante(s)                      | Perdante(s)                      | Score          |          |
|                                                                    |            |              |              |                                  |                                  |                |          |
| 2003 - 1er tour (groupe mondial) - Belgique - Autriche - 5 : 0     |            |              |              |                                  |                                  |                |          |
| 1                                                                  | 26/04/2003 | Bree         | Terre (int.) | Els Callens Kim Clijsters        | Sybille Bammer Yvonne Meusburger | 6-2, 6-2       | Parcours |
|                                                                    |            |              |              |                                  |                                  |                |          |
| 2003 - Barrage (groupe mondial I) - Autriche - Canada - 4 : 1      |            |              |              |                                  |                                  |                |          |
| 2                                                                  | 19/07/2003 | Neudörfl     | Terre (ext.) | Sonya Jeyaseelan Vanessa Webb    | Sybille Bammer Evelyn Fauth      | 7-5, 6-2       | Parcours |
|                                                                    |            |              |              |                                  |                                  |                |          |
| 2004 - 1er tour (groupe mondial) - Autriche - Slovaquie - 3 : 2    |            |              |              |                                  |                                  |                |          |
| 3                                                                  | 24/04/2004 | Sankt Pölten | Terre (ext.) | Janette Husárová                 | Sybille Bammer                   | 6-3, 6-2       | Parcours |
|                                                                    |            |              |              |                                  |                                  |                |          |
| 2006 - 1/4 de finale (groupe mondial) - Espagne - Autriche - 5 : 0 |            |              |              |                                  |                                  |                |          |
| 4                                                                  | 22/04/2006 | Valence      | Terre (ext.) | Lourdes Domínguez                | Sybille Bammer                   | 7-65, 3-6, 6-3 | Parcours |
| 4                                                                  | 22/04/2006 | Valence      | Terre (ext.) | Anabel Medina                    | Sybille Bammer                   | 6-0, 6-3       | Parcours |
| 4                                                                  | 22/04/2006 | Valence      | Terre (ext.) | Virginia Ruano Lourdes Domínguez | Sybille Bammer Yvonne Meusburger | 6-4, 6-2       | Parcours |
|                                                                    |            |              |              |                                  |                                  |                |          |
| 2007 - 1er tour (groupe mondial II) - Autriche - Australie - 4 : 1 |            |              |              |                                  |                                  |                |          |
| 5                                                                  | 21/04/2007 | Dornbirn     | Terre (int.) | Sybille Bammer                   | Alicia Molik                     | 7-5, 6-4       | Parcours |
| 5                                                                  | 21/04/2007 | Dornbirn     | Terre (int.) | Sybille Bammer                   | Samantha Stosur                  | 6-3, 7-5       | Parcours |
|                                                                    |            |              |              |                                  |                                  |                |          |
| 2008 - Barrage (groupe mondial II) - Autriche - Suisse - 2 : 3     |            |              |              |                                  |                                  |                |          |
| 6                                                                  | 26/04/2008 | Dornbirn     | Dur (int.)   | Sybille Bammer                   | Emmanuelle Gagliardi             | 7-5, 6-3       | Parcours |
| 6                                                                  | 26/04/2008 | Dornbirn     | Dur (int.)   | Sybille Bammer                   | Patty Schnyder                   | 6-4, 6-0       | Parcours |

## Classements WTA en fin de saison

### En simple
| Année | 1995 | 1996 | 1997 | 1998 | 1999 | 2000 | 2001 | 2002 | 2003 | 2004 | 2005 | 2006 | 2007 | 2008 | 2009 | 2010 |
| Rang  | 843  | 826  | 548  | 245  | 238  | 294  | 1090 | 176  | 170  | 151  | 79   | 53   | 21   | 26   | 55   | 70   |

Source : (en) « Classements de Sybille Bammer », sur le site officiel du WTA Tour

### En double
| Année | 1996 | 1997 | 1998 | 1999 | 2000 | 2001 | 2002 | 2003 | 2004 | 2005 | 2006 | 2007 | 2008 | 2009 |
| Rang  | 806  | 762  | 609  | 451  | 450  | -    | 350  | 344  | 704  | 958  | 240  | 480  | 895  | 884  |

Source : (en) « Classements de Sybille Bammer », sur le site officiel du WTA Tour